# Stéphane Séjourné
Stéphane Séjourné (n. 26 martie 1985, Versailles, Île-de-France, Franța) este un politician francez.
Inițial membru al Partidului Socialist, unde l-a susținut pe Dominique Strauss-Kahn, a fost consilier al lui Emmanuel Macron în perioada în care acesta era ministru al Economiei și a participat la lansarea mișcării Jeunes avec Macron, apoi a formațiunii En marche, devenită ulterior La République en marche. După ce s-a implicat în prima campanie prezidențială a lui Emmanuel Macron, acesta l-a numit consilier politic la Palatul Élysée.
În 2018 a părăsit Élysée pentru a deveni director de campanie și candidat pe lista LREM la alegerile europene din 2019 în Franța. A fost ales deputat european și a condus delegația franceză, apoi, între 2021 și 2024, a deținut funcția de președinte al grupului Renew Europe. La 1 decembrie 2024 a fost numit comisar european pentru Industrie, IMM-uri și Piața Unică, înlocuindu-l pe Thierry Breton.
Pe plan național, a fost din nou consilier al lui Emmanuel Macron între 2020 și 2021, apoi a fost numit secretar general al partidului Renaissance (fost LREM) în 2022, funcție pe care a exercitat-o până la 8 decembrie 2024. La formarea guvernului condus de Gabriel Attal în 2024 a fost numit ministru al Europei și Afacerilor externe, înlocuind-o pe Catherine Colonna și devenind, la vârsta de 38 de ani, cel mai tânăr ministru din istoria celei de-a Cincea Republici care a ocupat această funcție. Nu a fost reconfirmat în guvernul condus de Michel Barnier și a fost înlocuit de Jean-Noël Barrot.

## Biografie
Stéphane Séjourné s-a născut la 26 martie 1985, la Versailles. Fiul unor părinți expatriati — tatăl său era angajat la France Télécom, iar mama sa lucra ca telefonistă —, a crescut succesiv în Yvelines, Mexic, Madrid, apoi la Buenos Aires, unde a obținut bacalaureatul.
Aflat în Argentina în 2001, în contextul unei crize fără precedent, a decis să se implice în politică, alăturându-se Partidului Socialist, „pentru că era singura organizație care avea o structură internațională”. El a declarat: „La acea vreme, vedeam în Argentina o întreagă clasă mijlocie care cădea în sărăcie extremă, o mare parte dintre oameni se desprindeau. Mi-am dat seama că deciziile politice pot avea un impact real asupra vieții oamenilor.”
După ce a obținut bacalaureatul în 2005, s-a întors în Franța, a urmat studii la Universitatea din Poitiers și a obținut o licență în administrație economică și socială (AES), precum și două masterate, unul în drept public și altul în drept european, în 2011.
Între 2017 și 2022 a fost într-o uniune civilă (PACS) cu Gabriel Attal. În 2018, a fost victima unui outing pe Twitter realizat de Juan Branco⁠(d).
În 2024 a declarat în presă că, „foarte tânăr, a fost diagnosticat cu o dislexie severă”.

## Parcurs politic

### Începuturi
Militant în cadrul Uniunii Naționale a Studenților din Franța (UNEF) și al Tineretului Socialist, Stéphane Séjourné a participat în 2006 la blocarea Universității din Poitiers și la ocuparea sediului MEDEF, în contextul mișcării sociale împotriva contractului de angajare pentru prima slujbă (CPE). Acolo s-a apropiat de Sacha Houlié, Pierre Person, Aurélien Taché⁠(d) și Guillaume Chiche — formând împreună „banda de la Poitiers” și reprezentând aripa tânără apropiată de Dominique Strauss-Kahn.
Între iulie 2007 și septembrie 2009 a fost asistent parlamentar. A participat la campania electorală a lui Ségolène Royal pentru alegerile prezidențiale din 2007. În 2011 l-a susținut pe Dominique Strauss-Kahn în perspectiva alegerilor prezidențiale din 2012, până la izbucnirea afacerii Sofitel.
După victoria lui François Hollande, a fost cooptat în cabinetul lui Jean-Paul Huchon, președintele consiliului regional Île-de-France.

### Consilier al lui Emmanuel Macron
În octombrie 2014, Stéphane Séjourné a devenit consilier ministerial responsabil cu relațiile cu aleșii lui Emmanuel Macron în cadrul Ministerului Economiei. La 30 iunie 2015, a lansat împreună cu apropiații săi din Poitiers site-ul internet care a stat la baza mișcării Jeunes avec Macron (Tinerii cu Macron).
După victoria lui Emmanuel Macron la alegerile prezidențiale din 2017, a devenit consilier politic la Palatul Élysée. A făcut parte din cercul restrâns de apropiați care au asistat la ceremonia de predare a puterii la Palatul Élysée. În iulie 2017, publicația L'Opinion îl identifica drept „unul dintre cei trei principali consilieri ai lui Emmanuel Macron la Élysée, alături de Alexis Kohler, secretar general, și Ismaël Emelien, consilier special”, precizând totodată că era „perfect necunoscut marelui public”.
În decembrie 2018 a părăsit Palatul Élysée pentru a deveni director de campanie al listei LREM pentru alegerile europene din 2019. A fost el însuși candidat pe listă, ocupând poziția a șasea.
În noiembrie 2020, după plecarea lui Philippe Grangeon de la Palatul Élysée, a anunțat că își va consolida, alături de Thierry Solère, „rolul politic” în jurul președintelui Emmanuel Macron, în calitate de consilier neoficial: în această calitate, a precizat că va fi „prezent la anumite reuniuni” și „mai prezent la dineurile majorității”. Cei doi dispuneau deja de un birou la Palatul Élysée și își exercitau atribuțiile în mod voluntar.
Odată ce a fost ales președinte al grupului Renew Europe în Parlamentul European, a renunțat la rolul de consilier politic la Palatul Élysée.
Pe fondul relației sale cu Gabriel Attal, devenit purtător de cuvânt al guvernului, Le Monde a remarcat că cei doi „au urcat până în vârful statului într-o poziție total inedită sub a Cincea Republică: unul șoptește la urechea președintelui, celălalt vorbește în numele prim-ministrului”.
După realegerea lui Emmanuel Macron, L'Opinion a subliniat că a rămas „printre politicienii cei mai apropiați de președinte”, alături de Richard Ferrand⁠(d), Sébastien Lecornu⁠(d), François Bayrou și Julien Denormandie⁠(d). Împreună cu Patrick Mignola, pentru MoDem, și Gilles Boyer, pentru Horizons, a negociat acordul care a condus la crearea alianței comune a partidelor majorității prezidențiale, Ensemble, incluzând și chestiunea repartizării financiare între formațiuni.

### Deputat european
Stéphane Séjourné a devenit deputat european la 2 iulie 2019. A condus delegația franceză din noul grup politic Renew Europe (cea mai numeroasă, cu 23 de membri), a fost membru titular în Comisia pentru afaceri juridice și membru supleant în Comisia pentru afaceri economice și monetare a Parlamentului European. La 26 septembrie 2019, a fost numit președinte al delegației pentru relațiile cu țările Mercosur.
În calitate de membru al Comisiei pentru afaceri juridice din Parlamentul European, Stéphane Séjourné a fost implicat direct în procesul de audiere a comisarilor desemnați de Ursula von der Leyen. A dorit ca grupul său, Renew Europe, să valideze candidatura lui Olivér Várhelyi⁠(d) (Ungaria), însă, la inițiativa președintelui grupului, Dacian Cioloș, cu care a avut „o discuție aprinsă”, potrivit Le Monde, Renew Europe a votat împotriva validării și în favoarea adresării unor noi întrebări candidatului.
În opinia sa, respingerea candidaturii lui Sylvie Goulard⁠(d) pentru Comisia Europeană a demonstrat că „a fost victima unor jocuri politice, atât naționale, cât și europene”. Împreună cu ceilalți eurodeputați ai LREM, a propus crearea unei „înalte autorități pentru transparență la nivel european”, pentru a preveni „instrumentalizarea politică a chestiunilor legate de conflictele de interese”. În 2021, în contextul examinării în Parlamentul European a unui proiect privind crearea unei „înalte autorități pentru viața publică”, responsabilă cu etica în cadrul instituțiilor Uniunii Europene, a pledat ca aceasta să aibă competența de a impune sancțiuni direct la nivel european. În același timp, colegii săi de grup Gilles Boyer, Sandro Gozi⁠(d) și Pascal Durand⁠(d) au votat, în Comisia pentru afaceri constituționale, pentru sancțiuni aplicate de organisme abilitate.
În urma unei petiții lansate de eurodeputatul polonez Jacek Saryusz-Wolski – care a condus lista coaliției PiS-Alliance-Pologne solidaire la alegerile europene – prin care i se cerea lui Emmanuel Macron „să oprească violențele autorităților Republicii Franceze împotriva cetățenilor”, Séjourné a publicat un răspuns în care a apărat politica de menținere a ordinii adoptată în fața mișcării Vestelor galbene.
În februarie 2021, într-un articol de opinie publicat în Le Journal du Dimanche, și-a exprimat opoziția față de acordul global privind investițiile între Uniunea Europeană și China. A declarat că nu va vota acordul atât timp cât China nu va ratifica convențiile fundamentale ale Organizației Internaționale a Muncii privind munca forțată.

#### Președinte al grupului Renew

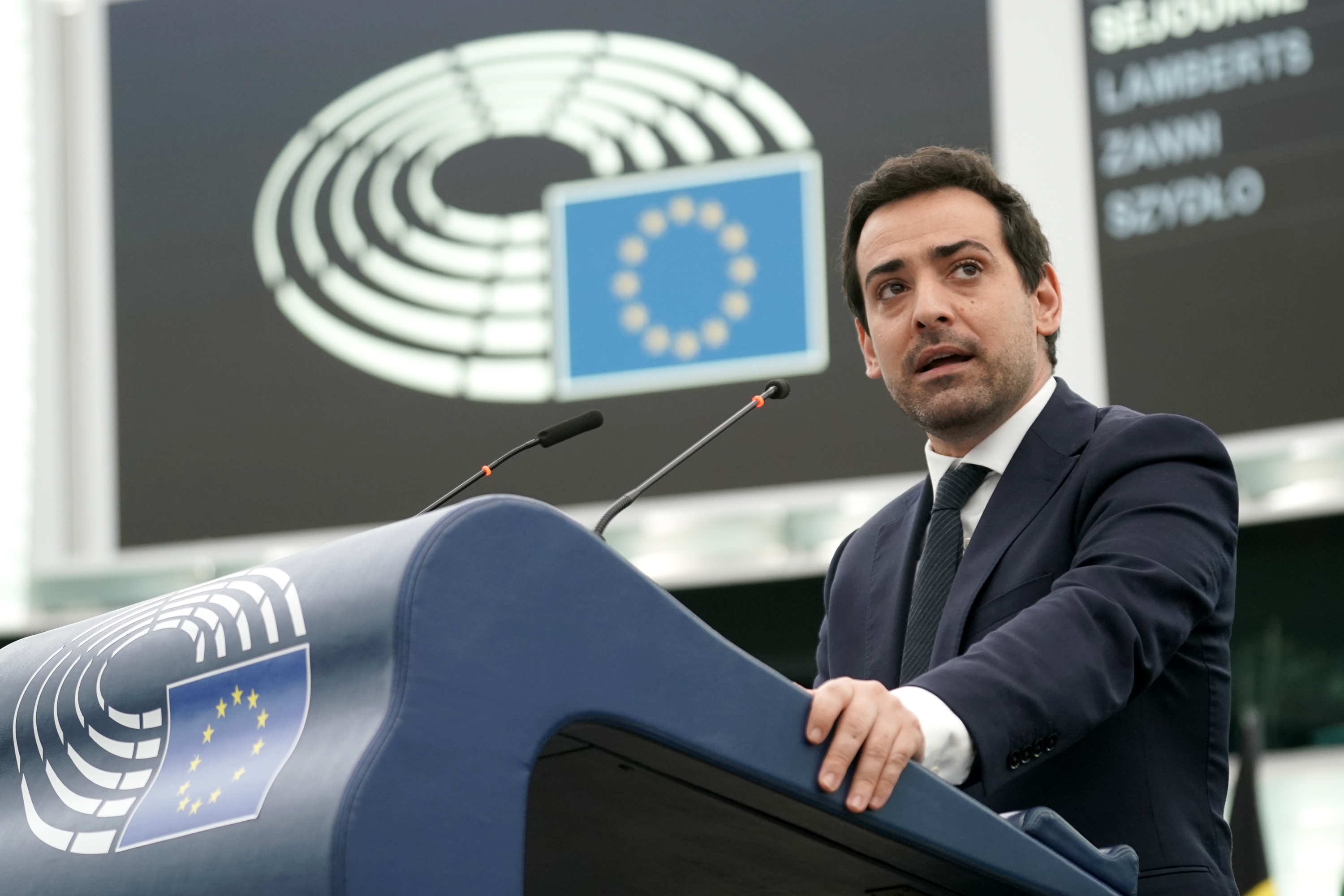
Stéphane Séjourné în timpul unei sesiuni plenare a Parlamentului European la Strasbourg, în 2022.

În octombrie 2021 a fost ales președinte al grupului Renew, succedându-i lui Dacian Cioloș, chemat de președintele României să formeze un guvern. A fost singurul candidat, beneficiind de retragerea olandezei Sophie in 't Veld. L’Opinion a remarcat că a condus delegația franceză a grupului „fără rupturi majore, în ciuda diversității sensibilităților care o compun, de la ecologia politică până la centrul-dreapta”. Preluând conducerea celei de-a treia forțe parlamentare europene, a întărit și influența lui Emmanuel Macron în Parlamentul European. La 11 ianuarie 2024, a părăsit președinția grupului pentru a deveni ministru al Europei și al Afacerilor externe. Malik Azmani⁠(d) a asigurat interimatul până la alegerea lui Valérie Hayer pe 25 ianuarie 2024.
În ianuarie 2022 a inițiat și negociat acordul de coaliție între grupul Renew, Partidul Popular European și grupul Socialiștilor și Democraților, care a condus la alegerea Robertei Metsola (Partidul Popular European) în funcția de președintă a Parlamentului European. Potrivit L’Opinion, aceasta a reprezentat „prima victorie politică de amploare de la preluarea mandatului său”: „Din punct de vedere politic, acest prim contract formal de coaliție al legislaturii, după eșecul negocierilor din 2019, demonstrează capacitatea grupului centrist, al treilea ca mărime, de a fi un constructor și nu doar un creator de majorități — obiectiv repetat frecvent de Stéphane Séjourné”.
După numirea sa ca ministru al afacerilor externe, France Info a subliniat că „a demonstrat capacitatea de a-și ține grupul unit, în ciuda personalităților puternice și a partidelor care nu sunt întotdeauna aliniate, precum FDP din Germania sau Liberalerna din Suedia”, și că „a reușit să stăpânească exercițiul foarte particular al Parlamentului European, în special în obținerea unor compromisuri dificile, ca în cazul legii europene privind restaurarea naturii sau al pactului privind migrația și azilul”. Jurnalistul Jean Quatremer⁠(d) a remarcat că „a reușit nu doar să extindă Renew prin negocierea unor adeziuni (101 deputați din 24 de țări, dintr-un total de 705), ci și să creeze ceea ce seamănă cel mai mult cu un spirit de corp, în condițiile în care partidele liberale reunesc de obicei personalități puternice și reticente față de orice disciplină”. Totuși, a regretat că „a ratat ocazia de a demonta «statul PPE» (conservatorii din Partidul Popular European), care guvernează Parlamentul de la Strasbourg de treizeci de ani”.

### Secretar general al partidului Renaissance
La 17 septembrie 2022, cu ocazia congresului anual al partidului La République en marche, Stéphane Séjourné a fost ales secretar general al formațiunii, fiind singurul candidat în cursă pentru a-i succeda lui Stanislas Guerini, devenit ministru. Cu această ocazie, partidul devine oficial Renaissance, prin fuziunea cu formațiunile Agir și Territoires de progrès.

### Ministru al Europei și al Afacerilor externe
La 11 ianuarie 2024 a fost numit ministru al Europei și al Afacerilor externe în guvernul condus de Gabriel Attal, succedându-i lui Catherine Colonna. Devine astfel cea mai tânără personalitate care a ocupat această funcție sub a Cincea Republică, ocupând locul al nouălea în ordinea protocolară a guvernului, și își păstrează în paralel funcția de secretar general al partidului Renaissance . Anterior, era dat ca favorit pentru a conduce lista partidului la alegerile europene din 2024. Libération și France Info consideră că această numire confirmă alegerea lui Emmanuel Macron de a centraliza deciziile în materie de politică externă, în detrimentul Ministerului Afacerilor Externe.
Pentru prima sa vizită oficială în străinătate, se deplasează la Kiev, capitala Ucrainei, aflată încă în război cu Rusia.
După atacul Iranului asupra Israelului din aprilie 2024, anunță că a „cerut serviciilor Ministerului Afacerilor Externe să convoace ambasadorul Iranului”. Acesta, Mohammad Amin-Nejad, își prezentase scrisorile de acreditare la 18 martie, succedându-i însărcinatului cu afaceri Seyed Hossein Samimifar (martie 2022 – martie 2024).

### Comisar european
În septembrie 2024, după demisia lui Thierry Breton, Emmanuel Macron l-a propus pe Stéphane Séjourné pentru funcția de comisar european. Propunerea a fost criticată de partidele de stânga și de Rassemblement national, care a considerat-o un „înlocuitor” politic. La 17 septembrie, Ursula von der Leyen îi atribuie portofoliul Strategiei Industriale și îl numește „vicepreședinte executiv pentru Prosperitate și Strategie Industrială”. În această calitate, a fost responsabil de redresarea industriei europene, de IMM-uri și de piața unică.
În mai 2025 a solicitat Republicii Cehe suspendarea semnării unui contract privind construcția de reactoare nucleare cu compania sud-coreeană Korea Hydro & Nuclear Power (KHNP), argumentând că aceasta ar fi putut beneficia de subvenții străine care distorsionează piața internă a Uniunii Europene. Intervenția provoacă reacția guvernului ceh, care susține că oferta companiei franceze EDF era nu doar mai costisitoare, ci și tehnic mai slabă decât cea a KHNP. Potrivit lui Daniel Beneš, directorul general al companiei ČEZ, „francezii fac tot ce le stă în putință pentru ca o astfel de centrală să nu fie construită. Ar fi o veste dramatică pentru securitatea națională a Republicii Cehe”.
Intervenția unui comisar european într-o procedură de achiziție publică a fost considerată neobișnuită, mai ales că, la momentul transmiterii scrisorii, serviciile Comisiei desfășurau doar o anchetă preliminară asupra acuzațiilor aduse de EDF, aflându-se deci într-un stadiu foarte incipient al procedurii juridice. În general, intervenția lui Séjourné a fost percepută ca un act favorabil unei întreprinderi din propria sa țară.